# Silent Hunter III
Silent Hunter III è un simulatore di sottomarini sviluppato e pubblicato dalla Ubisoft nel 2005 per il sistema operativo Microsoft Windows. Questo è il terzo capitolo della serie Silent Hunter. Come nel suo predecessore, Silent Hunter II, il giocatore veste i panni di comandante di un U-Boot tedesco durante la seconda guerra mondiale, impegnato nella seconda battaglia dell'Atlantico.
Il gioco è stato molto lodato dalla critica, tanto da ricevere un punteggio di 8.8 su 10 da IGN, un 8.9 su 10 da Gamespot, un 5 su 5 da Gamespy e un 100% da parte di Subsim.com uno dei principali portali in lingua inglese dedicati alle simulazioni sottomarine.

## Modalità di gioco
Gli sviluppatori della Ubisoft Romania hanno reintrodotto e migliorato il concetto di campagna dinamica, già visto nel primo Silent Hunter. Nella Modalità Campagna è ricostruita l'intera campagna sottomarina tedesca dal settembre 1939 fino alla resa nel maggio 1945. Il giocatore è chiamato ad impersonare il comandante di un sottomarino tedesco ed il suo compito è quello di affondare il maggior tonnellaggio di naviglio avversario. Nella campagna sono riprodotte tutte le Flottiglie operanti in questo periodo, tutte le principali basi dell'Asse e i principali porti alleati; la mappa di gioco copre tutto l'Oceano Atlantico ed il Mar Mediterraneo.
Le condizioni meteomarine, i movimenti di singole navi, convogli, navi scorta, task force, e la copertura aerea, sono generate in modo casuale dal motore di gioco, cosa che accresce di molto la longevità del titolo, rendendo ogni missione diversa dalla precedente. È rispettata appieno la disponibilità delle unità in un determinato periodo della guerra. Ciò significa che nei primi mesi del conflitto il giocatore troverà molte navi in navigazione solitaria, senza scorta e non armate, la copertura aerea sarà quasi assente ed i cacciatorpediniere nemici saranno di pattuglia esclusivamente nelle acque dinanzi ai loro porti. Man mano che il conflitto prosegue e si allarga, il traffico mercantile sarà convogliato, i cargo verranno armati, il raggio d'azione degli aerei aumenterà; l'introduzione di cacciatorpediniere e portaerei di scorta e di più sofisticate tecnologie per la lotta antisommergibile renderanno la carriera e la sopravvivenza nella Kriegsmarine davvero difficile al vostro alter ego virtuale.
Tuttavia anche il giocatore potrà migliorare l'allestimento del proprio sottomarino, attraverso un vasto albero tecnologico, che evolve con l'evolvere della guerra. Man mano che le tecnologie si renderanno disponibili, il giocatore potrà scegliere tra i seguenti U-Boot:
- Tipo II, varianti A e D;
- Tipo VII, varianti B, C, C/41 e C/42;
- Tipo IX, varianti B, C, C/40 e D2;
- Tipo XXI

E possibile cambiare anche la dotazione di siluri scegliendo tra quelli ad aria compressa (più veloci ma con scia facilmente rilevabile) o quelli a propulsione elettrica (più lenti ma molto letali perché non rilevabili); con acciarino magnetico o ad impatto, con sistemi di guida a scaletta oppure a ricerca acustica.
Si possono modificare gli impianti di propulsione diesel-elettrici, gli idrofoni, le apparecchiature sonar e radar. Il giocatore ha la possibilità di gestire completamente il proprio equipaggio, attraverso un'apposita schermata, muovendo ogni singolo marinaio, sottufficiale, ed ufficiale nello scompartimento più appropriato alla bisogna. Il giocatore può assegnare le promozioni e le medaglie in caso di pattugliamenti molto fortunati, può trasferire o ingaggiare nuovi uomini a proprio piacere.
Per accedere alle nuove tecnologie e a nuovi marinai il giocatore deve spendere punti esperienza, che nel gioco sono chiamati renown (trad. "rinomanza"). 
I renown si ottengono nei seguenti modi:
- raggiungendo la griglia assegnata nell'ordine di pattugliamento;
- pattugliando la griglia assegnata per 24 ore;
- tornando al porto di partenza, con meno danni possibili;
- abbattendo aerei nemici;
- affondando navi nemiche.

Il danneggiamento di navi, senza affondamento, non comporta assegnazione di punti esperienza. È da notare, inoltre, come questi varino anche a seconda del tipo di nave affondata: una petroliera o un cargo che trasporta armamenti frutterà più renown di un mercantile costiero o di un peschereccio, così come una nave da battaglia o una portaerei è un bersaglio da preferirsi ad un cacciatorpediniere. È importante, infine, ricordare che l'affondamento di navi neutrali o dell'Asse comporta la perdita di renown.
In Silent Hunter III sono anche affrontabili delle missioni in single player autoconclusive, con obiettivi specifici (quali affondare una determinata nave o un determinato tonnellaggio), il cui numero può essere aumentato grazie alla presenza di un editor di missioni. Silent Hunter III dispone anche di una modalità multiplayer per più di 8 giocatori in LAN.
Infine, è interessante notare la possibilità di modificare il livello di difficoltà attraverso la gestione di svariati parametri della simulazione:
- consumo carburante;
- percentuale di CO2;
- navigazione assistita;
- mira assistita;
- calcolo manuale della soluzione di tiro;
- difettosità dei siluri.

Concludendo è d'obbligo un accenno al sistema di protezione adottato dalla Ubisoft: si tratta del controverso StarForce.
Il Mod più popolare è Grey Wolves, infatti questo mod implementa in maniera dettagliatissima e perfetta molti altri aspetti generici della campagna, della grafica, e delle meccaniche di gioco. La mappa di gioco, ad esempio, sarà molto più ricca di dettagli, porti, navi neutrali, oltre a battaglie storiche riprodotte perfettamente.